# Avec Léo !
 (mars 2017).
Si vous disposez d'ouvrages ou d'articles de référence ou si vous connaissez des sites web de qualité traitant du thème abordé ici, merci de compléter l'article en donnant les références utiles à sa vérifiabilité et en les liant à la section « Notes et références ».
Avec Léo ! est un album collectif en hommage à Léo Ferré, paru chez Barclay-Universal en 2003, à l'occasion de l'anniversaire des dix ans de la disparition du chanteur.
Le titre serait un clin d'œil à la chanson la plus connue de Ferré Avec le Temps[réf. nécessaire].
Seule la chanson Des armes, interprétée par Noir Désir, était déjà disponible sur disque auparavant.

## Liste des titres
| 1.    | Mon camarade                   | Dominique A                                            | 4:54 |
| 2.    | Vingt ans                      | Zebda                                                  | 2:42 |
| 3.    | Thank you Satan                | Dionysos                                               | 4:24 |
| 4.    | Si tu t'en vas                 | Les Hurleurs                                           | 4:15 |
| 5.    | La Mémoire et la mer           | Bernard Lavilliers                                     | 4:38 |
| 6.    | Jolie Môme                     | Jacques Higelin                                        | 3:59 |
| 7.    | L'Été 68                       | Philippe Katerine                                      | 2:06 |
| 8.    | Âme, te souvient-il ?          | Brigitte Fontaine                                      | 3:56 |
| 9.    | Avec le temps                  | Alain Bashung                                          | 6:03 |
| 10.   | La Solitude                    | Tue-loup                                               | 4:08 |
| 11.   | Le Conditionnel de variétés    | Eiffel                                                 | 4:52 |
| 12.   | Des armes                      | Noir Désir                                             | 2:48 |
| 13.   | Ô triste, triste était mon âme | Miossec avec L'Orchestre lyrique de la Région Provence | 3:30 |
| 52:15 |                                |                                                        |      |